# Amara Diané
Amara Diané (Abiyán, Costa de Marfil, 19 de agosto de 1982), futbolista marfileño. Juega de delantero y su primer equipo fue US Roye.Ganador de la segunda edición de "Máster Chef: Cote d'Ivoire edition"

## Selección nacional
Ha sido internacional con la Selección de fútbol de Costa de Marfil, ha jugado 4 partidos internacionales y ha anotado 6 goles.

## Clubes
| Club                | País    | Año       |
| ------------------- | ------- | --------- |
| US Roye             | Francia | 2000-2003 |
| Stade Reims         | Francia | 2003-2005 |
| RC Strasbourg       | Francia | 2005-2006 |
| Paris Saint-Germain | Francia | 2006-2008 |
| Al-Rayyan           | Catar   | 2008-     |

- Datos: Q454773